# Hana Yori Dango (phim truyền hình 2005)
Hana Yori Dango (花より男子, Boys Over Flowers) còn được biết đến như Con nhà giàu hay Vườn sao băng là một bộ phim truyền hình Nhật Bản năm 2005 với sự tham gia của Mao Inoue, Jun Matsumoto, Arashi, Shun Oguri, Shota Matsuda, và Tsuyoshi Abe. Dựa trên bộ truyện tranh Boys Over Flowers (Hana Yori Dango), được viết bởi Yoko Kamio. Phần tiếp theo mang tên Hana Yori Dango Returns được phát sóng vào năm 2007 và bộ phim chuyển thể điện ảnh Hana Yori Dango Final được phát hành năm 2008.
Tại Việt Nam, bản truyền hình được phát sóng trong khung giờ phim truyện nước ngoài 22h30 từ thứ 2 đến thứ 5 hàng tuần trên VTV3 từ ngày 16 tháng 10 năm 2013. Bản phim điện ảnh lên sóng VTV1 vào ngày 5 tháng 6 năm 2016 trong khung giờ phim truyện cuối tuần.

## Nội dung
Bộ phim bắt đầu với sự may mắn của cô nàng Makino Tsukushi khi tình cờ được trở thành học sinh của học viện danh tiếng Eitoku, và tại đây cô đã đụng độ với F4. F4 là nhóm 4 chàng trai nhà giàu và có thế lực nhất trường, gồm có: Doumyoji Tsukasa, Hanazawa Rui, Nishikado Sojiro và Mimasaka Akira. Trong 1 lần bảo vệ bạn của mình, Makino đã chọc giật thủ lĩnh của F4 - Tsukasa,vì thế cô trở thành mục tiêu trêu chọc của học sinh trong trường.
Mong muốn duy nhất của Makino là tránh gặp rắc rối. Tuy nhiên, cô đắm chìm vào cuộc sống của F4 sau khi người bạn đầu tiên và duy nhất của cô ở trường Sanjo Sakurako vô tình làm đổ nước trái cây lên áo của Domyouji trong quán cà phê. Ngày hôm sau, cô nhận được một thẻ đỏ trong tủ đồ của mình và kết quả là cả trường quay lưng lại với cô.
Cuộc tán tỉnh giữa Tsukasa và Tsukushi là chủ đề chính xuyên suốt bộ phim. Nhiều sự cố khác nhau đe dọa mối quan hệ đang nảy nở của họ, bao gồm cả tình cảm dao động của Tsukushi đối với Rui, sự ghen tị của các học sinh Eitoku, sự khác biệt của họ trong tầng lớp xã hội, tính chiếm hữu của Tsukasa và sự thù địch của mẹ Domyouji Kaede. Phần đầu tiên kết thúc với việc Domyouji tặng vòng cổ saturn cho Makino và lời thú nhận tình yêu của cô ngay trước khi anh tới New York.

## Diễn viên

### Vai chính
- Mao Inoue - Makino Tsukushi
- Jun Matsumoto - Domyouji Tsukasa
- Oguri Shun  - Hanazawa Rui

- Shota Matsuda - Nishikado Soujiro
- Tsuyoshi Abe - Mimasaka Akira

### Vai phụ
- Aki Nishihara - Matsuoka Yuki
- Mayumi Sada - Shizuka Todo
- Seto Saki - Asai Yuriko
- Fukada Aki - Ayuhara Erika
- Matsuoka Emiko - Yamano Minako
- David Ito - Nishida
- Megumi Sato - Sakurako Sanjo
- Nanako Matsushima - Tsubaki Domyoji
- Mariko Kaga - Kaede Domyoji
- Takako Katou - Sachiyo Sengoku (Okami-San)
- Susumu Kobayashi - Haruo Makino
- Mako Ishino - Chieko Makino
- Satoshi Tomiura - Susumu Makino

### Khách mời
- Kazue Itoh
- Masei Nakayama
- Kaori Ikeda
- Tomohiro Kaku
- Kazuma Sano
- Tomoharu
- Shunji Igarashi (tập 1)
- Kento Handa - Ryuji (tập 4-5)
- Tatsuya Gashuin (tập 4-5)
- Takayuki Takuma (tập 4-9)
- Shugo Oshinari  (tập 6-7)
- Yoko Mitsuya
- Ayana Sakai
- Kazuaki Hankai
- Momoko Shibuya
- Sotaro Suzuki

## Tiếp nhận
Tỷ lệ Ratings:
| Tập        | Tiêu đề                                                                     | Kanto | Kansai | Toàn quốc |
| ---------- | --------------------------------------------------------------------------- | ----- | ------ | --------- |
| 01         | Declaration of war! The thing which is absolutely more important than money | 18.3  | 14.5   | ??.?      |
| 02         | The worst first kiss!                                                       | 19.3  | 19.6   | ??.?      |
| 03         | Tears! Good-bye to the person I like                                        | 20.5  | 19.7   | ??.?      |
| 04         | First time coming home in the morning                                       | 20.7  | 21.1   | ??.?      |
| 05         | Confession of life-threatening love                                         | 19.0  | 19.7   | ??.?      |
| 06         | A love triangle of a roller-coaster ride hair-trigger crisis                | 19.7  | 20.0   | ??.?      |
| 07         | Battle F4 dissolution!                                                      | 17.3  | 15.5   | ??.?      |
| 08         | Now the female high school student's "Top of Japan" decision war            | 19.9  | 21.3   | ??.?      |
| 09         | The greatest last present                                                   | 22.4  | 22.5   | ??.?      |
| Trung bình | --                                                                          | 19.68 | 19.32  | ??.?      |

Nguồn: Video Research, Ltd.

## Thành tựu
| Năm  | Lễ trao giải                         | Giải thưởng                                     |
| ---- | ------------------------------------ | ----------------------------------------------- |
| 2005 | 47th Television Drama Academy Awards | Nữ diễn viên chính xuất sắc nhất (Mao Inoue)    |
| 2005 | 47th Television Drama Academy Awards | Nam diễn viên phụ xuất sắc nhất (Jun Matsumoto) |